# علی آهنی
علی آهنی (زاده ۱۳۳۲ قم) دیپلمات و سیاستمدار ایرانی است، که ۳ بار در فاصله سال‌های ۱۳۶۷ تا ۱۳۷۲، ۱۳۸۵ تا ۱۳۸۷ و ۱۳۹۰ تا ۱۳۹۶ بعنوان سفیر ایران در فرانسه، از ۱۳۷۷ تا ۱۳۷۹ سفیر ایران در ایتالیا و در فاصله سال‌های ۱۳۸۳ تا ۱۳۸۵ نیز بعنوان سفیر ایران در بلژیک فعالیت می‌کرد.
وی دانش‌آموخته کارشناسی اقتصاد از دانشگاه تهران و کارشناسی ارشد و دکتری مدیریت از دانشگاه لیل است.

## سوابق کاری
علی آهنی پس از انتشار روزنامه جمهوری اسلامی در سال ۱۳۵۸ دبیر بخش اقتصادی روزنامه و پس از آن به ترتیب، از ۱۳۶۲ تا ۱۳۶۶ مسئول بخش اقتصادی واحد طرح و برنامه وزارت امور خارجه، رئیس اداره سیاسی قاره آمریکا، مدیرکل سیاسی آسیا و اقیانوسیه، مدیرکل سیاسی اروپا و آمریکا، از ۱۳۶۷ تا ۱۳۷۲ سفیر ایران در فرانسه، از ۱۳۷۲ تا ۱۳۷۷ مدیرکل اروپای غربی وزارت امور خارجه، از ۱۳۷۷ تا ۱۳۷۹ سفیر ایران در ایتالیا و مالت، از ۱۳۷۹ تا ۱۳۸۳ معاون اروپا و آمریکای وزارت امور خارجه ایران بوده‌است.
آهنی در فاصله سالهای ۱۳۸۳ تا ۱۳۸۵ سفیر ایران در بلژیک و لوکزامبورگ بود و در سال ۱۳۸۵ بار دیگر بعنوان سفیر ایران در فرانسه منصوب شد و تا سال ۱۳۸۷ در این جایگاه فعالیت نمود. وی در مهر ۱۳۸۷ به تهران بازگشت و مدت مأموریت وی بعنوان سفیر ایران در فرانسه خاتمه یافت و سید مهدی میرابوطالبی جایگزین وی شد. سپس برای یک سال از ۱۳۸۷ تا ۱۳۸۸ معاون آموزش و پژوهش وزارت امور خارجه بود و در فاصله سالهای ۱۳۸۸ تا ۱۳۹۰ نیز بعنوان معاون اروپای وزارت امور خارجه ایران فعالیت کرد. آهنی در سال ۱۳۹۰ به عنوان سفیر فوق‌العاده و تام‌الاختیار جمهوری اسلامی ایران در فرانسه منصوب گرديد.